# 18771 Sisiliang
18771 Sisiliang è un asteroide della fascia principale. Scoperto nel 1999, presenta un'orbita caratterizzata da un semiasse maggiore pari a 2,4010438 UA e da un'eccentricità di 0,1895276, inclinata di 2,14057° rispetto all'eclittica.